# Relações exteriores de Liechtenstein

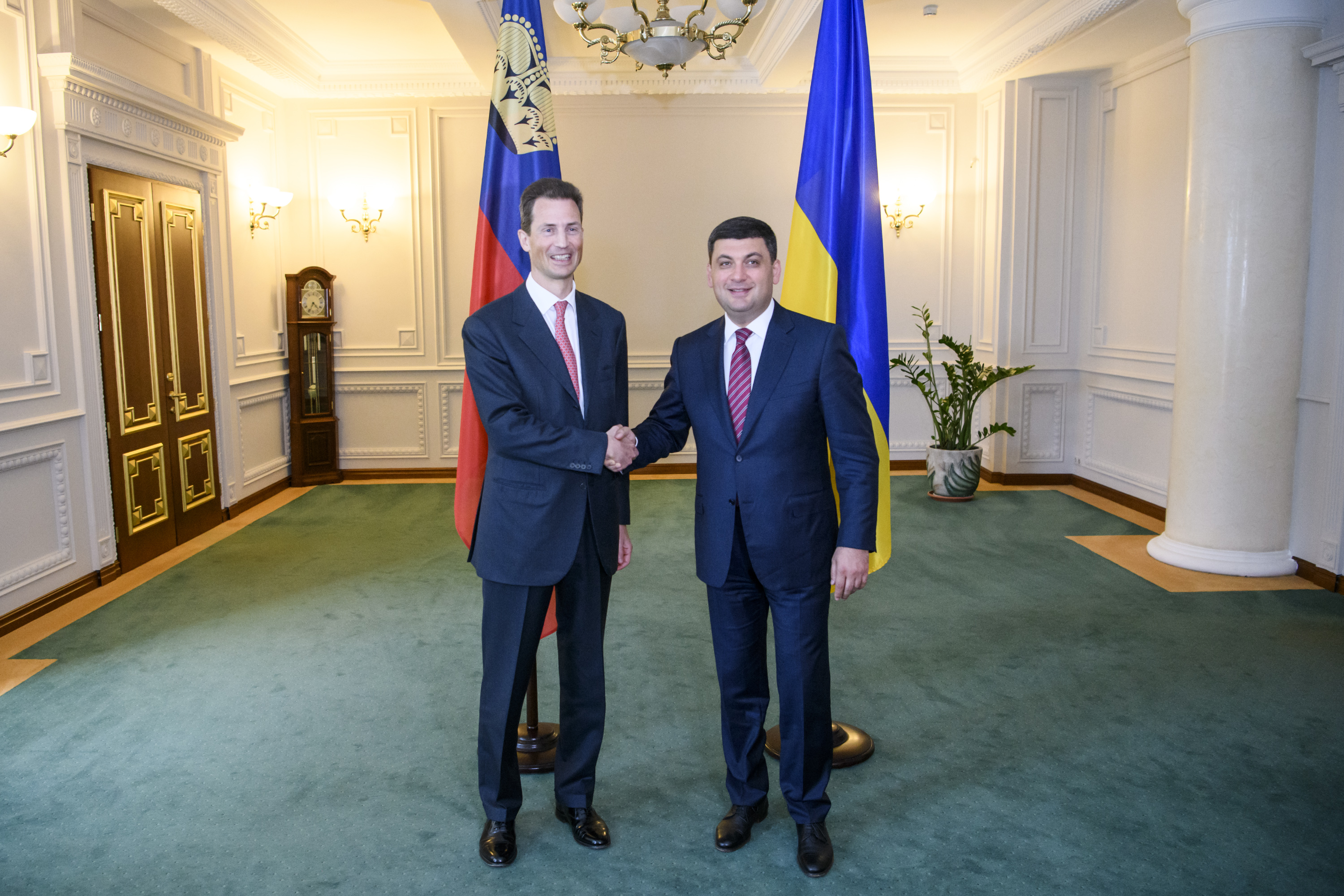
Alois Philipp, Príncipe de Liechtenstein e Volodymyr Groysman

As relações exteriores de Liechtenstein têm sido dominadas pela sua união aduaneira com a Suíça (e com a Áustria-Hungria até a Primeira Guerra Mundial). Esta união também levou à sua participação independente no EFTA em 1991. Entretanto, ao contrário da Suíça (onde os cidadãos rejeitaram participação em um referendo), Liechtenstein faz parte do Espaço Económico Europeu.
Liechtenstein recorreu duas vezes à acordo em disputa internacional pelo Tribunal Internacional de Justiça, no caso Nottebohm contra a Guatemala nos anos 50 e em um caso quanto a propriedade de arte da família Liechtenstein contra a Alemanha em 2005. Entretanto, perdeu nas duas vezes.
Liechtenstein mantém embaixadas residentes na Áustria, Bélgica, Alemanha, Santa Sé, Suíça e Estados Unidos, junto de diversas missões à organizações internacionais.
Liechtenstein é o único país no mundo a não ter nenhuma embaixada. Existem, entretanto, alguns consulados honorários no principado. A maior parte destes estão situados na capital Vaduz, enquanto alguns se localizam em Schaan, Schellenberg e Triesen.